# 马浩文
马浩文（？—），男，汉族，中华人民共和国政治人物、香港財經界名人。他是现任香港各界文化促进会执行主席、實德環球副主席，亦是第十三、十四届全國政協香港委員。
2020年5月尾，曾參與支持《香港國家安全法》的聯署。（不過，文藝界有關聯署其後被指造假，張寶華、蔣志光、徐熙媛、李巧靈否認參與有關造假聯署，陳汝騫則於2019年離世）